# PlayTV
PlayTV é um canal de televisão por assinatura brasileiro pertencente ao empresário Alexandre Zalcman. Foi inaugurado no dia 5 de junho de 2006, substituindo a Rede 21 em parceria com o Grupo Bandeirantes, na maior parte. Após o término do contrato com o grupo, o canal PlayTV tornou-se exclusivamente de transmissão por assinatura e passou a ser distribuído por grande parte das operadoras de televisão por assinatura. Sua programação é focada em informações sobre música, filmes, animes e jogos.
Em 9 de maio de 2020, Fábio Luís Lula da Silva vendeu o canal PlayTV para Walter Abrahão Filho. No dia 16 do mesmo mês, o canal foi renomeado para TV Walter Abrahão, também conhecido como TV WA, e passou por uma reformulação completa de sua programação. Em março de 2022, o empresário Jaime Egídio adquiriu uma parcela do canal TV WA. Em julho do mesmo ano, a outra parte do canal foi vendida ao empresário Alexandre Zalcman.
No dia 4 de outubro de 2022, o canal anunciou seu retorno como PlayTV por meio de seu perfil oficial na rede social Twitter, com o lançamento marcado para o dia 5 do mesmo mês. Às 18h do dia 5 de outubro, a emissora foi relançada.

## História

### Antecedentes
No período de 31 de agosto de 2003 a 31 de março de 2006, a Rede Bandeirantes veiculou no horário nobre os programas G4 Brasil e G4 Brasil Drops. O G4 Brasil tinha uma duração de 30 minutos, enquanto o G4 Brasil Drops era um programa de 5 minutos. Ambas as produções, centradas no universo dos videogames, resultaram da parceria entre a G4 Entretenimento, empresa associada a Fábio Luís Lula da Silva, e o Grupo Bandeirantes.
Em dezembro de 2004, a Gamecorp S.A. foi fundada por Fábio Luís Lula da Silva, em colaboração com os irmãos Kalil e Fernando Bittar. A empresa iniciou suas operações em março de 2005.

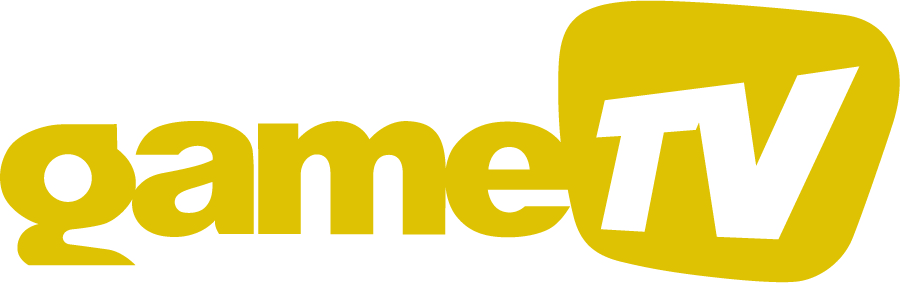
Logotipo da Game TV, usado entre 2005 e 2006

Em agosto de 2005, a Gamecorp iniciou suas atividades como emissora de televisão, arrendando a programação do canal Mix TV no horário das 17 às 21 horas, operando sob o nome Game TV. Durante esse período, a Game TV era responsável por exibir programas diários relacionados a videogames, tais como PlayHit, Combo Fala + Joga, e GameZone. Durante o período de agosto de 2005 a abril de 2006, a Game TV obteve uma audiência maior do que a MTV Brasil, de acordo com dados do Ibope. A Game TV registrou uma média de 0,56 pontos, enquanto a MTV atingiu 0,34 pontos.
No dia 24 de abril de 2006, a Gamecorp encerrou sua participação na programação da Mix TV, anteriormente operando como Game TV. Em 2 de maio, a Game TV, canal pertencente à Gamecorp, começou a transmitir sua programação pela Rede 21, canal do Grupo Bandeirantes, por meio de uma parceria entre ambos os grupos. Com essa mudança, a programação da Game TV na Rede 21 incluiu os animes Yu Yu Hakusho, Os Cavaleiros do Zodíaco e Tenchi Muyo!, assim como a série Star Trek e a telessérie O Incrível Hulk. Os programas de jogos, como Playhit, Gamezone e Combo Fala + Joga, que eram exibidos anteriormente quando a Game TV era parceira do canal Mix TV, foram integrados à programação da Game TV na Rede 21. Ao longo de maio de 2006, a Game TV conquistou uma audiência significativa, superando a MTV Brasil, um feito também observado na era da Mix TV. Em 5 de junho, o canal Game TV passou por uma renomeação, tornando-se PlayTV, e introduziu novos programas em parceria com a Rede 21, incluindo títulos como Disparada e Vale 10. Mantendo a exibição de animes, como Os Cavaleiros do Zodíaco. A programação foi ampliada, indo ao ar das 17 horas até meia-noite. A maior parte do restante da programação era composta por conteúdo produzido pelo Grupo Bandeirantes, complementado por programas de televendas e telejornais. Durante esse período, o nome Rede 21 entrou temporariamente em desuso.

### Primeira fase (2006–2008)
No início de suas operações, a PlayTV competiu com a MTV Brasil na faixa UHF. De acordo com dados de audiência disponíveis, nos meses de junho a novembro de 2006, a PlayTV obteve uma audiência maior do que a MTV Brasil. Os programas Vale 10 e Disparada, ambos de videoclipes, foram alguns dos que contribuíram para o sucesso da PlayTV em relação à MTV Brasil. Isso fez com que a MTV reduzisse seus investimentos em videoclipes em 2007. A PlayTV apresentava, além de animes, o programa Combo Fala + Joga, que alcançava picos de até 5 pontos no Ibope da Região Metropolitana de São Paulo.
O primeiro anime a ser exibido na PlayTV foi Os Cavaleiros do Zodíaco, no dia em que o canal estreou, em 5 de junho de 2006. A exibição do anime continuou na programação do canal até fevereiro de 2008. Em 10 de junho de 2006, a PlayTV estreou o programa Olhar Digital, com foco em tecnologia. Apresentado por Marisa Silva, o programa tinha uma hora de duração e era transmitido aos sábados das 22h às 23h. Durante o ano de 2006, a PlayTV incluiu em sua programação uma variedade de séries, incluindo Uma Família de Outro Mundo, Sex and the City, That '70s Show, Um Amor de Família e Arquivo X. Em 5 de março de 2007, a PlayTV estreou um bloco de programação chamado Otacraze, que exibia títulos de animes licenciados pela Cloverway. Esse bloco de programação foi o primeiro a exibir animes na TV aberta. A PlayTV exibiu diversos animes no bloco até 2008. Títulos como Ranma ½, Trigun, Samurai Champloo e Love Hina foram exibidos pelo Otacraze. Também chegaram a anunciar Heat Guy J e Gungrave, mas nunca foram ao ar. Com o fim do Otacraze em 2008, outros animes estrearam na PlayTV fora do bloco. O canal passou a exibir Yu Yu Hakusho e Monster Rancher, além da animação britânica A Lenda do Dragão.
Entre os dias 30 de março de 2007 e 7 de julho de 2008, a emissora esteve presente na frequência 1240 MHz horizontal do satélite Brasilsat B4 (hoje ocupado pela Rede 21 no Star One C2), anteriormente usado para a transmissão da TV Jockey. O canal passou a ser transmitido em duas frequências na primeira e também já era transmitido na frequência 4087 horizontal do satélite Brasilsat B3 (Brasilsat B4). embora a frequência continue sendo da emissora. Em abril de 2007, a PlayTV exibiu a corrida de Fórmula Indy Honda Grand Prix of St. Petersburg em parceria com a Rede Bandeirantes. No mesmo mês, a emissora também exibiu de forma inédita o trailer do longa de animação Os Simpsons: O Filme. Além disso, no mesmo ano, a PlayTV transmitiu os programas Vale 10, Playzone e Combo. Entre agosto e dezembro de 2007, a PlayTV apresentou uma programação diversificada que incluiu vários programas. Isso abrangia + Esporte, um programa dedicado ao mundo esportivo, Terra Sonora, focado na música, uma versão do programa de jogos Combo Fala + Joga intitulada Combo Shake e a série documental E! True Hollywood Story. Em 8 de outubro, a emissora estreou o programa Game Play em parceria com a Action Midia, um braço da Endemol. Durante sua exibição, o programa alcançou uma audiência média de 0,79% e registrou um pico de 1,04%.
Em 2008, a programação da PlayTV em parceria com a Rede 21 incluía conteúdo relacionado a jogos, cinema e clipes musicais, com programas como Disparada, Vale Dez, Playhit, Playzone, Cine Play, Combo e Vitamina T. Além disso, a programação também contava com jornalismo, como o Jornal Dez, o programa de entrevistas Saca-Rolha, apresentado pelo trio Marcelo Tas, Mariana Weickert e Lobão, e animes como Cavaleiros do Zodíaco. Em fevereiro, a PlayTV estreou novos programas, incluindo Pop Box, Clip da Hora, Semana Playzone, DVD Play, Eu Q Mando, Vale 20 e Cinema Play. No dia 13 de fevereiro, o canal estreou o programa TV Kids. O programa era voltado para crianças de zero a 16 anos e era exibido aos sábados e domingos.  nome não possui ligações com o extinto programa infantil transmitido pela RedeTV!. Em março, a emissora adicionou o anime Monster Rancher à sua programação. A série foi exibida de segunda a sexta-feira às 19h, substituindo a série de animação Os Cavaleiros do Zodíaco. No dia 7 de abril, a PlayTV estreou em sua programação a primeira temporada da animação As Aventuras de Tintin. A série foi exibida às segundas-feiras. No período de maio a julho de 2008, a PlayTV transmitiu a série de animação canadense Seis Dezesseis, que era exibida às 19 horas. Em 30 de junho, a PlayTV anunciou a transmissão do Rock in Rio Madri, realizado nos dias 4, 5 e 6 de julho de 2008, na Espanha. A emissora adquiriu os direitos de transmissão por R$ 500 mil e exibiu cinco programas de 60 minutos nos dias 11, 12, 18, 19 e 25 de julho, nos horários de 22h30, com apresentações de vários artistas., mas estes não chegaram ao ir ao ar em TV aberta No dia 7 de julho, a Rede 21 voltou ao ar depois da quebra de contrato entre o Grupo Bandeirantes e a Gamecorp, que tem como sócios o Grupo Oi — antiga Telemar — e Fábio Luís Lula da Silva. A parceria entre o Grupo Bandeirantes e a Gamecorp, empresa criadora dos programas exibidos na PlayTV, tinha duração prevista de dez anos. No entanto, a Rede 21 deixou de retransmitir os programas da PlayTV em sua frequência 21 UHF de São Paulo. Durante este período, a programação da PlayTV foi substituída por programas do Grupo Bandeirantes. Em 10 de agosto, o Grupo Bandeirantes arrendou 22 horas da programação da Rede 21 para a Rede Mundial.

### Segunda fase (2008–2020)
Entre os dias 7 de julho e 10 de novembro de 2008, a PlayTV foi transmitida temporariamente via streaming pela Internet. Além disso, também teve parte de sua programação exibida no Canal Oi em horários variados, mas sem exibir a sua identidade visual, sendo tratada como atração do canal da operadora citada. No dia 11 de novembro, a emissora foi relançada e passou a ser transmitida via televisão por assinatura, ocupando os canais 86 da Sky e 13 da NET em Brasília. Em sua nova fase, a PlayTV deixou de exibir  os animes e passou a focar completamente em conteúdo geek e musical. Nesse período, o canal manteve alguns programas da época da TV aberta. A emissora também exibiu junto com o serviço Oi TV Móvel e o Canal Brasil em 2008 a primeira temporada da série Mateus, o Balconista, que era baseado em um monólogo do diretor e criador, Cavi Borges.
Em 16 de abril de 2009, a PlayTV alterou a sua programação para se tornar mais dinâmica. A exibição de videoclipes foi reduzida e a programação diversificada foi ampliada com a contratação de novos apresentadores. Beto Lee, filho da cantora Rita Lee, estreou como apresentador do programa Combo Fala + Joga. Bianca Jhordão passou a apresentar o programa Cinema Play.
Em janeiro de 2010, a PlayTV realizou uma iniciativa para destacar bandas do sul do Brasil. Durante o evento chamado Semana Rock do Sul, músicos de várias bandas, incluindo Júpiter Maçã, Copacabana Club, Acústicos e Valvulados, Astronauta Pinguim e Wander Wildner, foram convidados a selecionar seis clipes musicais cada. Esses clipes foram transmitidos às 21h durante o evento. A seleção de clipes incluiu trabalhos de diversos artistas internacionais, como Bob Dylan, David Bowie, Outkast e Madonna. Em 11 de março, a PlayTV expandiu sua disponibilidade ao entrar na programação da Oi TV. A emissora ficou disponível nos canais 30 para operações de fibra óptica e 430 para operações via satélite. Em 18 de maio, a PlayTV lançou uma nova versão do programa Eu Q Mando!, intitulada Eu Q Mando! Twitter. Nesta versão, os telespectadores da emissora podiam solicitar clipes através da rede social Twitter, usando a hashtag do programa. O formato do programa manteve-se o mesmo do tradicional, onde o público fazia seus pedidos pela rua através de um repórter que carregava o microfone com a canopla do canal, mas nunca era revelado. A atração não possuía apresentador. No dia 5 de setembro, a emissora estreou o programa Udigrudi, que é uma atração musical voltada ao cenário independente.
Em 12 de agosto de 2011, a PlayTV lançou sua nova identidade visual. Foi a primeira vez desde sua fundação que o canal alterou seu logotipo. Foram lançadas três versões do novo logotipo: amarelo para música, rosa para cinema e verde para jogos. Além do novo pacote gráfico, várias atrações da emissora foram reformuladas e ganharam novos cenários. Além disso, novos programas foram lançados, incluindo PlayTV News, um programa jornalístico semanal sobre games, música e comportamento com duração de 30 minutos; Versus, um programa semanal de disputa de bandas em que os telespectadores escolhem o vencedor; Interferência, um programa diário sobre faixas de clipes programadas por especialistas em cada estilo; Caliente, um programa diário sobre faixas de clipes sensuais em versões não censuradas; O Som Que Você Ouve, um programa semanal em que dois apresentadores vão às ruas para saber o que as pessoas estão ouvindo; Game TV, um programa diário sobre games com análises e notícias do segmento; Go!Game, um programa semanal sobre assuntos relacionados a lançamentos de games; e Playhit Gore, um programa semanal de clipes gerado a partir de imagens de games mescladas com músicas. A emissora também anunciou reformulações em diversos programas existentes como Playhit, Ponto Pop, Ponto Pop 10 e Timeline. Em 4 de dezembro, a PlayTV estreou o programa semanal Live Play em parceria com o Itaú Cultural. O programa apresentava shows ao vivo e inéditos.
No dia 14 de março de 2012, a PlayTV passou a ser transmitida na extinta TVA pelo canal 16, continuando o seu processo de expansão em rede nacional. Nos dias 15 e 16 de junho, a emissora estreou dois novos programas: Hi#Tag, apresentado por Luciano Amaral, que explorava a história dos videogames, e Moviola, comandado por Rodolfo Rodrigues, dedicado a temas relacionados ao cinema. Em 16 de junho, os programas PlayTV News e Ponto Pop passaram a ser apresentados por novas apresentadoras. Bruna Thedy, atriz, assumiu a apresentação do PlayTV News e Mel Ravasio, cantora, assumiu a apresentação do Ponto Pop.
Em janeiro de 2013, a PlayTV recebeu da Ancine o certificado de canal qualificado, o que permitiu que a emissora voltasse a ser incluída na grade de canais da Sky no dia 17 do mesmo mês. Além disso, o canal passou a ser disponibilizado pelas operadoras Claro, Oi TV, NET e Vivo TV, alcançando uma cobertura de 95% das operadoras de TV por assinatura no Brasil. Em 15 de abril, a PlayTV lançou o programa Qu4tro Coisas, baseado em um canal homônimo no YouTube. Em 12 de agosto, a emissora lançou o programa Miolos Fritos na TV. Este programa foi a segunda produção do YouTube a ser transmitida pelo canal. No dia 17, o canal lançou o programa Estúdio Play, apresentado por Rafaela Tomasi, que trazia depoimentos sobre diversos gêneros musicais. Em 25 de outubro, a PlayTV estreou o programa Avesso, que se concentrou em mostrar os bastidores das ações de comunicação de grandes marcas. No fim de 2013, o canal anunciou o retorno dos animes à grade, o qual havia ensaiado em 2010.
No dia 7 de janeiro de 2014, a PlayTV anunciou, por meio de seu executivo Carlos Coelho, que transmitiria a Copa São Paulo de Futebol Júnior. Nos dias 11 e 12 do mesmo mês, a emissora transmitiu duas partidas de forma experimental em parceria com a Rede Vida. Em 14 de fevereiro, o canal lançou um programa semanal de clipes dedicado ao funk, chamado Interferência - Neo Funk. O programa era exibido na madrugada. Em março, a PlayTV revelou os nomes dos dois primeiros animes que voltariam a grade e ocupando o final das tardes: Bleach e Death Note, ambos anteriormente exibidos nos extintos canais Animax e Sony Spin. A PlayTV ainda possuía planos de adquirir novos animes no futuro. A PlayTV anunciou a negociação do anime Naruto Shippuden no final de 2014, mas só foi oficialmente confirmada a aquisição em janeiro de 2015, quando a emissora confirmou sua chegada através dos intervalos comerciais sem data de estreia. No mesmo dia, o canal também confirmou a aquisição de outro anime, Yu-Gi-Oh!, também sem data de estreia. A data de estreia e o horário foram confirmados dois meses depois, através do site oficial da emissora. No dia 10 de abril, a PlayTV ganha uma nova identidade visual, além de anunciar a sua nova programação junto com os animes, ampliando também o tempo do programa MOK e o novo formato do Cineplay. No mesmo dia, estreou o programa de reality show Rockoala. No dia seguinte, 11, estreou a série documental O Videogame no Brasil. No dia 13, a PlayTV estreou o programa Ichiban, sendo a primeira atração totalmente voltada à cultura pop oriental. Em 14 de agosto, a emissora estreou a série documental Hoje Eu Desafio o Mundo Sem Sair da Minha Casa, que tinha Marcelo Yuka como o protagonista e era baseada no livro do próprio.
Em 23 de março de 2015, ocorreu a estreia da primeira temporada do anime Yu-Gi-Oh! Duel Monsters. Em 6 de abril, a PlayTV anunciou uma nova grade de programação, incluindo a estreia de diversos programas. Entre eles, estavam o humorístico Jorgecast, o programa de cultura pop Pipocando, o reality policial Show de Polícia, uma série de humor irônico e politicamente incorreto chamada Os Amargos e uma série de documentários intitulada História do Rock Brasileiro. No dia 7 de abril, a PlayTV anunciou a estreia do anime Naruto Shippuden, juntamente com novos episódios do anime Bleach, que já era exibido na emissora. Em 23 de maio, a PlayTV lançou o programa Ponto K-Pop, uma versão do programa Ponto Pop focada exclusivamente no gênero musical K-Pop. Este foi o terceiro programa da emissora dedicado ao gênero, seguindo a estreia da faixa Interferência Ichiban meses antes. Em julho, a emissora realizou uma maratona de animes aos domingos. A programação incluiu seis horas consecutivas de animações japonesas. Durante a maratona, foram exibidos quatro episódios de cada uma das seguintes séries: Bleach, Yu-Gi-Oh e Naruto Shippuden. No dia 7 de julho, o canal estreou três novos programas. O primeiro, intitulado Rock in Time, abordava a história do rock. O segundo programa, chamado Torneios, foi uma série sobre esportes e competições no Brasil e foi produzido em parceria com a produtora Medialand. O terceiro programa foi o Manual do Mundo na TV, que ensinava ciências por meio de experiências e projetos caseiros. Em novembro, a emissora anunciou novos episódios de Bleach e Naruto Shippuden para 2016, além de anunciar a negociação de novos animes para serem exibidos no mesmo ano. Porém, devido ao baixo retorno financeiro que a emissora acumulava, o projeto dos novos títulos acabou sendo abortado.
Em 2 de maio de 2016, a PlayTV começou a ser transmitida pela Claro TV através do canal 118. Com isso, o canal passou a estar disponível em todas as operadoras nacionais via satélite. Em 15 de maio, a PlayTV anunciou que iria lançar uma plataforma de conteúdo online em parceria com operadoras de TV por assinatura, com a possibilidade de oferecer um modelo de assinatura mensal. No entanto, o lançamento foi posteriormente cancelado. Em 8 de julho, o canal anunciou uma parceria com a empresa Toque de Mídias Filmes, localizada em Fortaleza, Ceará. A colaboração envolveu a exibição do seriado Detona Play. O contrato foi assinado por Rodrigo Lariú, que ocupava o cargo de gerente de produção do canal na época. No dia 10, a emissora estreou o programa Fundo Verde, apresentado por Rodolfo Rodrigues. No dia 18, a emissora estreou o programa Bunka Pop, sendo mais uma atração voltada à cultura oriental, apresentado por Jack Freitas e Maria Luiza. No dia 13 de agosto, o canal estreou a série documental Hackers, produzida pela Medialand, que aborda temas voltados ao universo hacker no Mundo. A atração também ganharia reprises na TV WA.
Em 23 de fevereiro de 2017, a PlayTV anunciou a estreia do programa Glitch, focado em jogos eletrônicos. Luciano Amaral retornou à emissora para apresentar o programa. Amaral já havia apresentado diversos programas relacionados a games e cultura pop na PlayTV, incluindo Combo Fala + Joga, PlayZone, High#Tag, Go! Game e MOK. Em 9 de março, os animes Naruto Shippuden e Bleach foram retirados da programação da PlayTV após o término do contrato de exibição com a Viz Media, permanecendo apenas o Yu-Gi-Oh! na grade do canal. Em 24 de abril, a emissora estreou o reality show musical Mixados. O programa foi produzido em parceria com a produtora paulistana Academia de Filmes. Mixados teve um total de 8 episódios semanais, cada um com duração de 50 minutos. No dia 10 de junho, Bleach retorna à programação da PlayTV. Em 16 de junho, a emissora anunciou, por meio de suas redes sociais, a chegada de novas apresentadoras aos programas da emissora. Milene Conte assumiu o Ponto POP no mesmo dia, às 18h30, enquanto Babi Dewet passou a apresentar o Ponto K-POP em 17 de junho, às 18h. No dia 18, a PlayTV estreou o programa Game Over, apresentado por Arthur Ribas. O programa, que já existia há 10 anos, era conhecido do público do YouTube e da Rede Bandeirantes, que era a sua parceira entre os anos de 2006 e 2008. A PlayTV decidiu investir mais espaço em sua grade de programação para abordar o universo dos videogames e e-Sports. No dia 20, estreou a série documental Ressonância, que assim como o Udigrudi, era voltada ao cenário musical independente, mas agora focado nos bastidores.
Em 5 de abril de 2018, durante o evento Rio2C, a PlayTV anunciou sua nova grade de programação, que incluiu os programas Super Fight, Caverna do Caruso e Geek Tour Adventures. Em 6 de abril, a emissora cessou a exibição de animes em sua programação devido ao término do contrato. Em 12 de abril, a PlayTV emitiu um comunicado explicando que a decisão de retirar os animes estava relacionada à situação financeira delicada que a emissora estava enfrentando. Em 1º de maio, a PlayTV estreou o programa Geek, composto por 20 episódios de meia hora cada, dedicados à cultura nerd. A série foi desenvolvida em colaboração com a produtora Medialand e transmitida às terças-feiras.
No dia 10 de junho de 2019, o canal estreou uma série de televisão chamada Geek Tour Adventures, que consiste em episódios sobre viagens relacionadas à cultura geek. A série foi apresentada por Rodrigo Luna e produzida em parceria com a produtora baiana Movioca. A série teve um total de 10 episódios. No dia 18 de dezembro, a PlayTV estreou o programa Mais Geek, após um ano sem exibir animes. O programa passou a apresentar semanalmente os animes Re:Zero e Darling in the Franxx em parceria com a Crunchyroll, até o fim do canal PlayTV em 15 de maio de 2020, com os mesmos tendo seus episódios concluídos na TV WA de maio a novembro de 2020.
Em março de 2020, seguindo o exemplo de outras emissoras, a PlayTV anunciou mudanças na programação em decorrência do avanço da Pandemia de COVID-19 pelo país. Os programas Ponto Pop e Eu Q Mando! tiveram as suas edições inéditas entre os dias 18 e 23 de março, quando foram substituídos por reprises até o final da emissora. Atrações como Game Over, Mais Geek e Udrigudi passaram a ser transmitidos de maneira remota. Em 14 de abril, a emissora anunciou que o programa Mais Geek seria reprisado junto com os animes que faziam parte da atração. Por conta das readaptações causadas pela pandemia, somado à crise na emissora, que forçou o encerramento de vários programas, culminando com demissões e vendas de horários, as reprises do programa continuaram até o fim do canal em maio de 2020.
O canal também era o principal apoiador da Brasil Game Show, a maior feira livre de jogos eletrônicos do país, onde chegava a produzir programas especiais sobre o tema e transmitia ao vivo algumas atrações do evento.

### TV Walter Abrahão (2020–2022)

Logotipo da TV Walter Abrahão, usado entre 2020 e 2022

No dia 9 de maio de 2020, foi anunciada a venda da Gamecorp S.A., empresa responsável pela PlayTV e pertencente a Fábio Luís Lula da Silva, juntamente com seus sócios, os irmãos Fernando e Kalil Bittar, para Walter Abrahão Filho. A PlayTV exibiu normalmente a sua programação, até então composta por reprises, locatórios, videoclipes e alguns animes até às 23h do dia 15 de maio. Por volta das 2h da manhã do dia 16 de maio, a emissora adotou o nome TV WA e substituiu quase todo o conteúdo geek por programas de gêneros variados, ainda sem nomes definidos e em esquema de transmissão experimental, mas manteve alguns programas da emissora antecessora na grade em esquema de reprises, assim como o Mais Geek para cumprimento de contrato, mas sem expor o logotipo, assim como algumas vinhetas foram mantidas com cortes onde era mencionado o nome PlayTV. A nova emissora lançou definitivamente a sua programação no dia 1.º de agosto. Entre os programas transmitidos nessa fase, estão O Dono da Graça, A Força dos Heróis, De Facto, Chat Privado, Papo Direto, Virando o Jogo, Bilance WA, Pessoas que Amamos, Dose de Política, Era Uma Vez, Sem Neura, Hipnóia e outros, além das esquetes do Pagode da Ofensa e as séries Bia e Jean e Hackers, a última exibida desde a época da PlayTV e sendo uma das poucas atrações da emissora antecessora que foram mantidas, junto com as reprises do Geek Tour Adventures, Super Fight, Game Over e Caverna do Caruso. A TV WA realizou sua primeira transmissão ao vivo em 28 de novembro ao cobrir o Campeonato Sul-Americano da BWF.
No ano de 2021, a emissora adquiriu os direitos de transmissão de torneios como a Recopa Catarinense de 2021, o Campeonato Catarinense e os 56 jogos restantes das Eliminatórias da Copa do Mundo FIFA de 2022. As transmissões (exceto das Eliminatórias da Copa que nem chegaram de fato a acontecer), no entanto, não duraram muito tempo no canal e logo deixaram a grade, sob acusações de calote (ver seção controvérsias). Em 2 de fevereiro, a TV WA estreou o Bate Boca Brasil, posteriormente Bate Boca Brasil Cover, transmitindo simultaneamente com o portal Metrópoles. Em 27 de março, a emissora estreou o É da Gente com Netinho de Paula. No entanto, o canal apenas transmite o programa, uma vez que é uma atração independente. Em agosto, a emissora arrendou 6 horas de sua programação para a Igreja Mundial do Poder de Deus, que logo deixou a grade em outubro.
No mês de março, Walter Abrahão Filho vende uma parte da emissora para o empresário Jaime Egídio Ferreira Junior, diretor comercial da TV Guanandi, do missionário R. R. Soares. Em 27 de julho, Walter Abrahão Filho se desfaz da emissora, vendendo sua cota para o empresário Alexandre Zalcman.
Passaram pelo canal nessa fase nomes como: Evandro Santo, Jackeline Khury, Marília Marton, Eduardo Odloak, Eros Prado, Walter Abrahão Neto, Rai Teichiman e Leandro Quesada.
Durante o primeiro semestre de 2022, a grade da TV WA ficou totalmente tomada por locatórios, enquanto que os espaços disponíveis eram ocupados por reprises de programas próprios, programas terceirizados e algumas reexibições de atrações restantes da PlayTV.[carece de fontes?]

### Terceira fase (2022–presente)
Em 4 de outubro de 2022, a PlayTV anunciou em suas redes sociais que o canal retornaria no dia seguinte, 5 de outubro, às 18h, com uma programação experimental, sem especificar os programas exibidos. De acordo com o anúncio, a emissora voltaria à TV por assinatura nas frequências anteriormente ocupadas pela TV WA, que estava passando por um processo de desmonte de sua programação, incluindo a extinção de várias atrações, demissões e venda de horários desde janeiro.
Aos poucos, os programas terceirizados e generalistas foram deixando a grade de programação da PlayTV e sendo substituídos por faixas de videoclipes, que começaram a ganhar mais espaço em abril de 2023 com a estreia da faixa Gospel Hits. Em 4 de maio de 2023, a emissora estabeleceu uma parceria com o canal de streaming Yeeaah, passando a transmitir parte de sua programação, o que marcou o retorno gradual de conteúdo voltado ao público geek na grade da emissora. No mesmo mês, lançou novos programas e relançou alguns extintos, aumentando a produção de atrações próprias e dando início ao novo projeto de reformulação, retomando o investimento no público jovem. Entre os programas lançados, estão o Clip Combo, Clipe Mais, Re-Play, Estação Retrô, Clip K, 100% Brasil, Vitaminado, Faixa Clip, Clip de Agora e Meus 2 Centavos. Em 21 de maio, Jaime Egídio Ferreira Júnior vendeu sua cota do canal PlayTV para o sócio Alexandre Zalcman, que passou a ser o único proprietário do canal. Entre os meses de junho e agosto, a emissora foi expandindo cada vez mais a sua programação juvenil, relançando os programas PlayHit, Ponto Pop e Eu Q Mando, além de novidades como o infantil Playground, Tecla SAP, PLAY LO-FI, Planeta Podcast, Inteligência Musical, CinePlay e TV Clube Coreia. A emissora também exibiu em agosto o dorama Eu Não Sou Um Robô e outras produções orientais. Em 14 de agosto a emissora firmou uma parceria colaborativa com a editora Panini e a plataforma de streaming Twitch. O propósito dessa colaboração é a produção de conteúdos envolvendo a reação a vídeos gerados por influenciadores das mídias sociais. Outras parcerias anunciadas foram com a agência KR2 Comunicação e a produtora Anime Onegai, chegando a ceder a partir do dia 13 de outubro uma parte de sua programação para a exibição da faixa Anime Onegai TV, marcando a volta dos animes na programação desde o primeiro encerramento das atividades em 2020. Mas, diferente das exibições anteriores, as animações japonesas são exibidas em áudio original e legendadas.
Buscando exibir uma programação 24 horas, a PlayTV lançou o Play+, que é o sinal em simulcast do principal, mas exibindo o conteúdo em alta definição e estando disponível apenas em serviços sob demanda e na parabólica TVRO da Sky Brasil. No lugar dos locatórios, o sinal alternativo exibia reprises e videoclipes, estratégia semelhante ao adotada pela extinta Mix TV, mas no sinal via internet. A emissora também começou a ser transmitida ao vivo no Twitch.
Em 25 de junho de 2024, a PlayTV anunciou mudanças em sua equipe executiva. Suzana Lobo foi nomeada como CEO da emissora, trazendo experiência anterior em várias empresas do setor. Além disso, Henrique Tanji, fundador da Ritmika, e Fred Farah e Fernanda Carpelli, sócios da Biruta Filmes, foram adicionados ao conselho da PlayTV. Alexandre Zalcman, presidente da PlayTV, e Leonardo Zalcman, vice-presidente, também foram integrados ao conselho. A equipe executiva foi reforçada com Charles Faria assumindo como diretor de cena e estratégia de conteúdo, Gabriel Matt como diretor de audiovisual, Rodrigo Lariu como diretor de programação e Daniel Schettini como roteirista. Internamente, a PlayTV contratou Kim Paiva como redator, Lucas Rodrigues como editor-chefe da programação, e André Morais como head de conteúdo.
Em 19 de junho de 2025. a PlayTV lança seu sinal em alta definição pela Claro TV+, que até então, tinha apenas o feed em SD disponível, somente. As mudanças são válidas pra todas as operações que compõem a parte de TV por Assinatura da operadora (Cabo, Box, Fibra e IPTV) atráves do canal 622. O anúncio foi feito pela própria emissora em seu Instagram.
Em 14 de julho de 2025, a PlayTV em seu Instagram, anuncia o retorno de seu sinal a operadora Vivo

## Controvérsias

### Caso Gamecorp
O assunto envolveu disputa de processos entre o Grupo Bandeirantes e a Gamecorp.

### Disputa da Marca PlayTV
Em 1997, segundo reportagem do jornal Folha de S.Paulo, a empresa de parque de diversões Playcenter registrou a marca PlayTV na categoria de entretenimento. O Grupo Bandeirantes teria solicitado o registro da mesma marca em 2002, conforme o mesmo veículo. Especialistas consultados pela Folha de S.Paulo teriam mencionado a possibilidade de um conflito de interesses entre os dois grupos, algo que foi negado pela Playcenter e pelo Grupo Bandeirantes.
Em dezembro de 2004, foi fundada a Gamecorp S.A., empresa especializada em programação de jogos, que adotou a marca PlayTV em seu nome fantasia. Em junho de 2006, a Gamecorp e a Rede 21, pertencente ao Grupo Bandeirantes, firmaram uma parceria. Durante o período de arrendamento, que ocorreu de junho de 2006 a julho de 2008, a Rede 21 foi renomeada para PlayTV. Com o fim do contrato, a emissora da Bandeirantes retomou o nome Rede 21, enquanto a PlayTV se tornou uma emissora de televisão por assinatura, permanecendo como uma propriedade da Gamecorp S.A.

### Canal não-qualificado
De acordo com a resolução SeAC imposta pela Anatel, os canais que exibissem produções nacionais deveriam cumprir cotas, o que faria com que esses canais fossem obrigados a destinar uma certa quantidade de conteúdo para as operadoras de televisão do país. Com isso a PlayTV deixou a Sky que alegou que o canal não era qualificado como "superbrasileiros", fazendo com que a emissora perdesse grande parte dos espectadores. Para entrar novamente na SKY, a PlayTV comprou algumas produções independentes, transformando-as em um 'canal brasileiro de espaço qualificado'. Logo após, o canal também entrou nos pacotes básicos da NET fazendo com que ele ficasse disponível em mais de 14 milhões de usuários.

### Eliminatórias da Copa do Mundo, Recopa e Campeonato Catarinense
Logo no início de 2021, o canal adquiriu os direitos de transmissão de todas as partidas das Eliminatórias da Copa do Mundo FIFA de 2022, nas quais transmitiria os 56 jogos restantes das seleções sul-americanas com exclusividade (com exceção das partidas envolvendo as seleções brasileira e argentina como mandantes, as quais compartilhariam ás transmissões com o SporTV). Tal acordo firmado com a empresa espanhola Mediapro gerou controvérsias pela mídia, principalmente a respeito do patrimônio da até então TV WA, que era estipulado em R$6,5 milhões, 10 vezes abaixo do valor que foi firmado com a produtora, que era de US$ 11 milhões (R$60 milhões). O canal também sofria um processo de penhora de bens de R$365 mil devido a perda de um processo contra uma produtora que prestava serviços à Gamecorp e foi constatado também que Walter Abrahão Filho não possuía um capital reserva, sendo este declarado de R$2,3 milhões, conforme dados fornecidos à Justiça Eleitoral durante sua campanha para deputado estadual nas Eleições estaduais no Paraná em 2018. No dia 5 de março, a emissora perde os direitos de transmissão do torneio por falta de recursos financeiros, apesar das tentativas sem sucesso de sublicenciamento com a TV Globo, Rede Bandeirantes e o SBT. Além disso, o canal foi acusado de calote por não pagar a primeira parcela da compra. Dois meses depois, os jogos foram vendidos para o Grupo Globo, que realizou a cobertura das 56 partidas em suas mídias.
A emissora também adquiriu a Recopa Catarinense de 2021 e o Campeonato Catarinense do mesmo ano, cobrindo algumas partidas ao vivo. No entanto, em 3 de abril, a partida entre Joinville e Chapecoense que seria transmitida no canal, acabou não indo ao ar sem aviso prévio. O motivo, no entanto, foi a falta de pagamento para a SC Clubes, que suspendeu o contrato apesar das tentativas sem sucesso de negociação das parcelas.

### Má qualidade da programação
No dia 12 de março de 2021, o programa Virando o Jogo, apresentado por Leandro Quesada, foi retirado do ar sem maiores explicações. Logo após o fim do programa, que durou apenas um mês no ar, a equipe do esportivo denunciou a má qualidade técnica da então TV WA, que até aquele momento ainda não havia lançado seu sinal em alta definição (HDTV), além de acusar o canal de boicotar o programa, sem nenhum tipo de divulgação.

### Disputa judicial entre Lulinha e Walter Abrahão Filho na aquisição da PlayTV
Em janeiro de 2024, Fábio Luís Lula da Silva, conhecido como Lulinha, instaurou um processo judicial contra Walter Abrahão Filho, alegando inadimplência na aquisição da PlayTV em 2020. Após a alienação de suas ações na Gamecorp para Abrahão Filho, estas foram subsequentemente transferidas aos empresários Jaime Egídio e Alexandre Zalcman sem quitação da dívida. Lulinha busca reaver R$ 15 milhões, declarando ter alienado suas ações por R$ 9 milhões. Paralelamente, Lulinha demonstra interesse em retornar ao cenário empresarial, alugando uma sala em São Paulo para sediar sua empresa, G4 Entretenimento, e planeja reingressar na indústria de games, setor que integrava a programação da PlayTV.